# 纸杯蛋糕
，指的是一種在小紙杯或者鋁杯中烘烤的蛋糕，和蘋果派並列為美国最具代表性的甜点之一。由于杯子蛋糕上的花纹图案可以千变万化、而且做法极其简单，因此在全世界各地都广为流行。

## 歷史

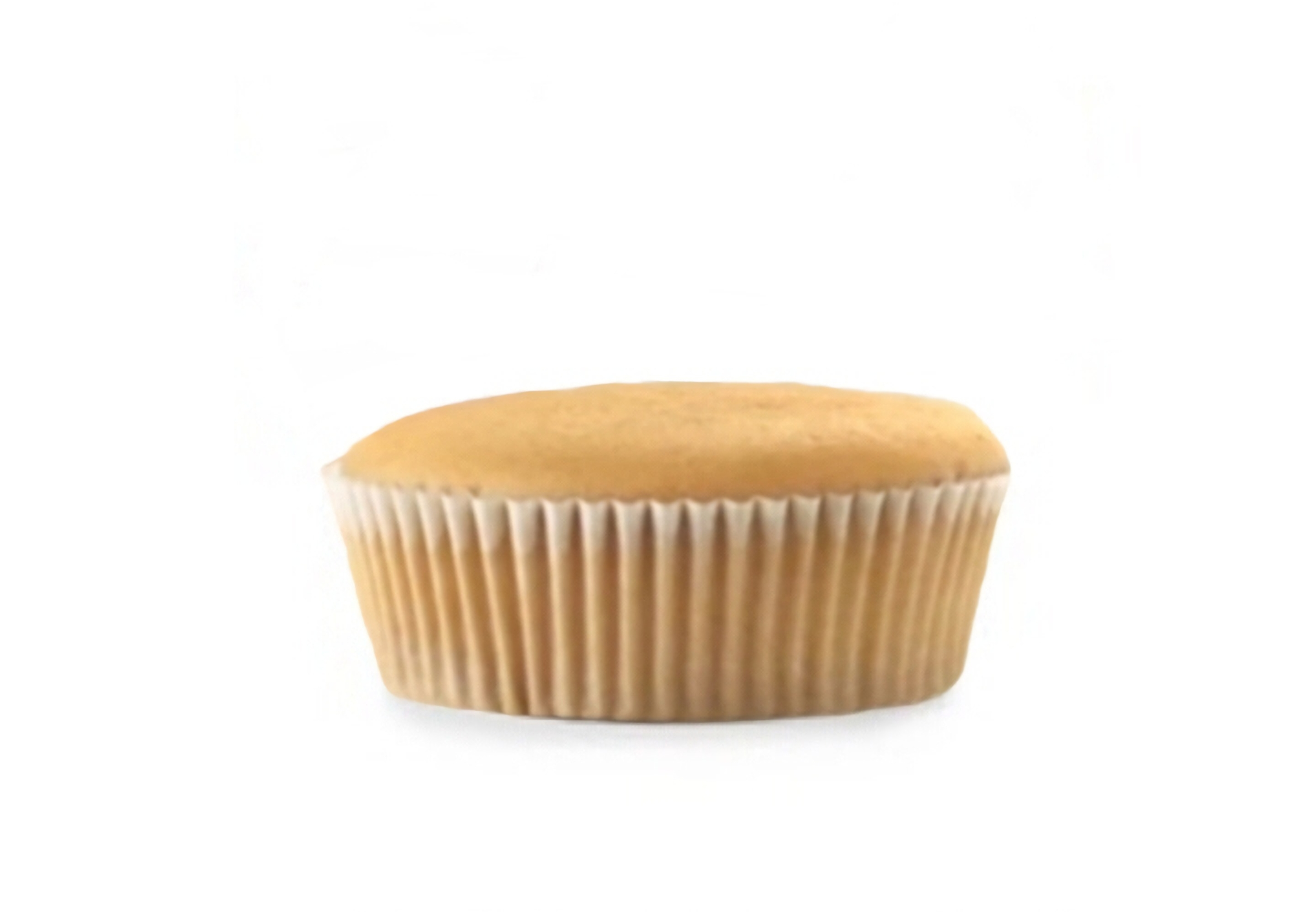
Massimo戚风杯子蛋糕

紙杯蛋糕至少可追溯到1796年，在“American Cookery”食譜寫到在小杯子裡烘烤。到了1828年，費城人伊麗莎·萊絲莉發表《75道酥皮點心、蛋糕和甜點食譜》之後，一種真正稱作「杯子蛋糕」的甜點似乎終於誕生了，但命名緣由並不是因為烘烤蛋糕時使用的容器，而是因為食材分量是用茶杯來測量。